# Hydrolagus homonycteris
Hydrolagus homonycteris är en broskfiskart som beskrevs av Didier 2008. Hydrolagus homonycteris ingår i släktet Hydrolagus och familjen havsmusfiskar. IUCN kategoriserar arten globalt som otillräckligt studerad. Inga underarter finns listade i Catalogue of Life.
Arten förekommer i havet kring Nya Zeeland och sydöstra Australien, inklusive Tasmanien. Den vistas i områden som är 500 till 1450 meter djupa.
Med stjärtfenans utskott som liknar en piska blir arten upp till 108 cm lång och utan utskott är längden upp till 66 cm. Könsmognaden infaller för hannar vid en längd av 50 cm (utan utskott) och för honor vid 60 cm. Honor lägger ägg.